# The Tremeloes
The Tremeloes es un grupo beat inglés fundado en 1958 en Dagenham, Essex y activos hasta la actualidad.

## Carrera
Se formaron como Brian Poole and the Tremeloes —como banda de apoyo de Brian Poole y el nombre pronto fue cambiado gracias a un error de un diario local— influidos por Buddy Holly y The Crickets. El día de año nuevo de 1962, Decca, buscando grupos «beat», audicionó dos bandas jóvenes y prometedoras: Brian Poole and The Tremeloes y desde Liverpool, The Beatles. Decca eligió a The Tremeloes antes que The Beatles.
El quinteto original consistía en una voz líder —Brian Poole—, el guitarrista Ricky West, el tecladista Alan Blakely, el bajista Alan Howard y el baterista Dave Munden.
Brian Poole and The Tremeloes tuvieron su primer éxito con una versión de «Twist and Shout» (1963), una canción también grabada por The Beatles. El mismo año fue seguida de una versión exitosa de la canción del grupo de Estados Unidos The Contours, «Do You Love Me», que había vendido un millón de copias. Antes de que Poole cambiara de compañía en 1966, sus versiones del lado B de Roy Orbison, «Candy Man», y de la balada lado B de The Crickets' «Someone Someone» —ambas de 1964— se ubicaron entre las 10 mejores canciones de la lista de sencillos del Reino Unido, alcanzando finalmente el número 2.
Cuando Poole y Howard dejaron la banda en 1966, Alan Blakely tomó el liderazgo del grupo y Len Hawkes, padre del exitoso Chesney Hawkes de la década de 1990, reemplazó a Howard. Poole realizó una carrera como solista. 
Después de cambiarse de Decca a CBS Records, The Tremeloes comenzaron una carrera de éxitos desde 1967 en adelante con «Here Comes My Baby» de Cat Stevens; «Hello World»; tres canciones italianas exitosas traducidas al inglés —«Suddenly You Love Me», versión de «Uno tranquillo» de Riccardo Del Turco, «I'm Gonna Try», versión de «Luglio» de Del Turco y «My Little Lady», basado en «Non illuderti mai» de Orietta Berti—; y su número uno, una canción lado B de The Four Seasons, «Silence Is Golden». Tanto esta última como «Here Comes My Baby» ingresaron entre las mejores 20 canciones de la lista Billboard Hot 100 para Epic Records.
The Tremeloes están activos (2012). West y Munden realizan su viejo material en conciertos por toda Europa con músicos de otras bandas de las décadas de 1960 y 70. Hawkes también está activo y mantiene su banda de 1964. Brian Poole aún sale de giras con su banda The Electrix. Alan Blakely murió en 1996.

## Miembros de la banda
La lista de integrantes de la banda es la siguiente:
- Brian Poole: vocalista, líder de la banda hasta 1966
- Alan Howard: bajista, vocalista hasta 1966
- Alan Blakely: guitarra rítmica/ tecladista / vocalista.
- Ricky West: guitarra líder / vocalista.
- Dave Munden: batería / vocalista líder.
- Chip Hawkes: bajista / vocalista (desde 1965).
- Mick Clarke: bajista / vocalista.
- Joe Gilling: tecladista / vocalista.
- Davey Fryer: bajista / vocalista.

## Sencillos
| -    | Lanzamientos de Brian Poole and The Tremeloes                                          | Lanzamientos de Brian Poole and The Tremeloes | Lanzamientos de Brian Poole and The Tremeloes | Lanzamientos de Brian Poole and The Tremeloes |
| 1962 | "Twist Little Sister" (Keith Nylene / Tommy Harbrook)                                  | -                                             | -                                             | -                                             |
| 1962 | "Blue" (Favilla / Renis / Altman / Mogol)                                              | -                                             | -                                             | -                                             |
| 1963 | "A Very Good Year For Girls"                                                           | -                                             | -                                             | -                                             |
| 1963 | "Keep on Dancing" Bruce Bowles / Jimmy Hart                                            | -                                             | -                                             | -                                             |
| 1963 | "Twist and Shout" Phil Medley / Bert Russell                                           | 4                                             | -                                             | -                                             |
| 1963 | "Do You Love Me" Berry Gordy                                                           | 1                                             | -                                             | -                                             |
| 1963 | "I Can Dance" Martin Simpson                                                           | 31                                            | -                                             | -                                             |
| 1964 | "Candy Man" Roy Orbison                                                                | 6                                             | -                                             | -                                             |
| 1964 | "Someone Someone" Norman Petty / Howard Greines                                        | 2                                             | -                                             | -                                             |
| 1964 | "Twelve Steps to Love" Terrence Lowly                                                  | 32                                            | -                                             | -                                             |
| 1965 | "The Three Bells" Jean Villard Gilles / Marc Herrand / Bert Reisfeld                   | 17                                            | -                                             | -                                             |
| 1965 | "After a While" Chris Stomsworth                                                       | -                                             | -                                             | -                                             |
| 1965 | "I Want Candy" Bert Berns / Bob Feldman / Gerald Goldstein / Richard Gottehrer         | 25                                            | -                                             | -                                             |
| 1965 | "Good Lovin'" Rudy Clark / Arthur Resnick                                              | -                                             | -                                             | -                                             |
| -    | Lanzamientos de The Tremeloes                                                          | Lanzamientos de The Tremeloes                 | Lanzamientos de The Tremeloes                 | Lanzamientos de The Tremeloes                 |
| 1966 | «Blessed» Paul Simon                                                                   | -                                             | -                                             | -                                             |
| 1966 | «Good Day Sunshine» John Lennon / Paul McCartney                                       | -                                             | -                                             | -                                             |
| 1967 | «Here Comes My Baby» Cat Stevens                                                       | 4                                             | 13                                            | Oro                                           |
| 1967 | «Silence Is Golden» Bob Crewe / Bob Gaudio                                             | 1                                             | 11                                            | Oro                                           |
| 1967 | «Even the Bad Times Are Good» Peter Callander / Mitch Murray                           | 4                                             | 36                                            | Oro                                           |
| 1967 | «Be Mine" Alfredo Ferrari / Vito Pallavicini / Mike Smith / Duilio Sorrenti            | 39                                            | -                                             | -                                             |
| 1968 | «Suddenly You Love Me» Peter Callander / Mario Panzeri / Daniele Pace / Laurenzo Pilat | 6                                             | 44                                            | -                                             |
| 1968 | «Helule Helule» Peter Kabaka                                                           | 14                                            | -                                             | -                                             |
| 1968 | «My Little Lady» Alan Blakley / Len Hawkes                                             | 6                                             | -                                             | -                                             |
| 1968 | «I Shall Be Released» Bob Dylan                                                        | 29                                            | -                                             | -                                             |
| 1969 | «Hello World» Tony Hazzard                                                             | 14                                            | -                                             | -                                             |
| 1969 | «(Call Me) Number One» Alan Blakley / Len Hawkes                                       | 2                                             | -                                             | -                                             |
| 1970 | «By the Way» Alan Blakley / Len Hawkes                                                 | 35                                            | -                                             | -                                             |
| 1970 | «Me and My Life» Alan Blakley / Len Hawkes                                             | 4                                             | -                                             | -                                             |
| 1971 | «Hello Buddy» Alan Blakley / Len Hawkes                                                | 32                                            | -                                             | -                                             |
| 1971 | «Right Wheel, Left Hammer, Sham!» Alan Blakley / Len Hawkes                            | 46                                            | -                                             | -                                             |
| 1972 | «I Like It That Way» Alan Blakley / Len Hawkes                                         | -                                             | -                                             | -                                             |
| 1972 | «Blue Suede Tie» Alan Blakley / Len Hawkes                                             | -                                             | -                                             | -                                             |
| 1973 | «Make or Break» Alan Blakley / Len Hawkes                                              | -                                             | -                                             | -                                             |
| 1973 | «You Can't Touch Sue» Alan Blakley / Len Hawkes                                        | -                                             | -                                             | -                                             |
| 1973 | «Ride On» Alan Blakley / Len Hawkes                                                    | -                                             | -                                             | -                                             |
| 1974 | «Do I Love You?» (Cole Porter)                                                         | -                                             | -                                             | -                                             |
| 1974 | «Say O.K. (Say You Love Me)» Alan Blakley / Len Hawkes                                 | -                                             | -                                             | -                                             |
| 1974 | «Good Time Band» Ted Summers                                                           | -                                             | -                                             | -                                             |
| 1975 | «Rocking Circus» Alan Blakley / Len Hawkes                                             | -                                             | -                                             | -                                             |
| 1976 | «Caminando» Alan Blakley / Len Hawkes                                                  | -                                             | -                                             | -                                             |
| 1977 | «Gin Gang Goolie» Traditional                                                          | -                                             | -                                             | -                                             |
| 1978 | «Lonely Nights» Alan Blakley / Len Hawkes                                              | -                                             | -                                             | -                                             |
| 1979 | «Lights of Port Royal» Alan Blakley / Len Hawkes                                       | -                                             | -                                             | -                                             |
| 1983 | «Words» F. R. David                                                                    | 91                                            | -                                             | -                                             |
| 1987 | «Angel of the Morning» Chip Taylor                                                     | -                                             | -                                             | -                                             |
| 1989 | «Lean on Me Baby» Alan Blakley                                                         | -                                             | -                                             | -                                             |